# María España Almendro
María España Almendro (Mallorca, 9 de agosto de 1992) es una jugadora española de baloncesto profesional.
María España Almendro es una jugadora de baloncesto mallorquina nacida el 9 de agosto de 1992 en Mallorca. Juega como alero y ha formado parte de importantes equipos en la Liga Femenina de España, incluyendo el IDK Euskotren, con quien debutó en Euro Cup y más recientemente el Azul Marino Mallorca, el equipo de su tierra. Con la selección española en categorías juveniles, ha ganado títulos como el Europeo sub-18 en 2010 y el sub-20 en 2012. En categoría absoluta ha estado convocada en diferentes concentraciones de la selección española de 3x3. Es una de las figuras destacadas del baloncesto femenino español, conocida por su habilidad como anotadora.